# Parapanteles rooibos
Parapanteles rooibos is een insect dat behoort tot de orde vliesvleugeligen (Hymenoptera) en de familie van de schildwespen (Braconidae). De wetenschappelijke naam van de soort werd voor het eerst geldig gepubliceerd door Valerio, Whitfield & Kole in 2005.